# Ambrose Patrick Genda
Ambrose Patrick Genda (* 20. April 1927 in Gerihun; † 2002) war ein sierra-leonischer Militär und Diplomat und ehemaliges Staatsoberhaupt von Sierra Leone.
Bevor Genda am 24. März 1967 in einem Staatsstreich die Macht in Sierra Leone übernahm, nachdem erst drei Tage zuvor David Lansana putschte, war er ab 1967 Militärsekretär Sierra Leones bei den Vereinten Nationen in den Vereinigten Staaten von Amerika. Genda stand dem Staat für drei Tage als Vorsitzender des National Reform Council vor, ehe er die Macht an Andrew Terence Juxon-Smith abgeben musste. Er wurde daraufhin Botschafter in Liberia, ehe Genda ab 1968 für ein Jahr als Hochkommissar ins Vereinigte Königreich ging. Danach war er bis 1970 Botschafter in der Sowjetunion.